# Proton GEN•2
Proton GEN•2 (Second Generation) — переднеприводной пятидверный лифтбек среднего класса малайзийского производства Proton Edar Sdr Holding. Производился с февраля 2004 по 2012 год. Пришёл на смену автомобилю Proton Wira Aeroback. Вытеснен с конвейера моделью Proton Suprima S.

## История

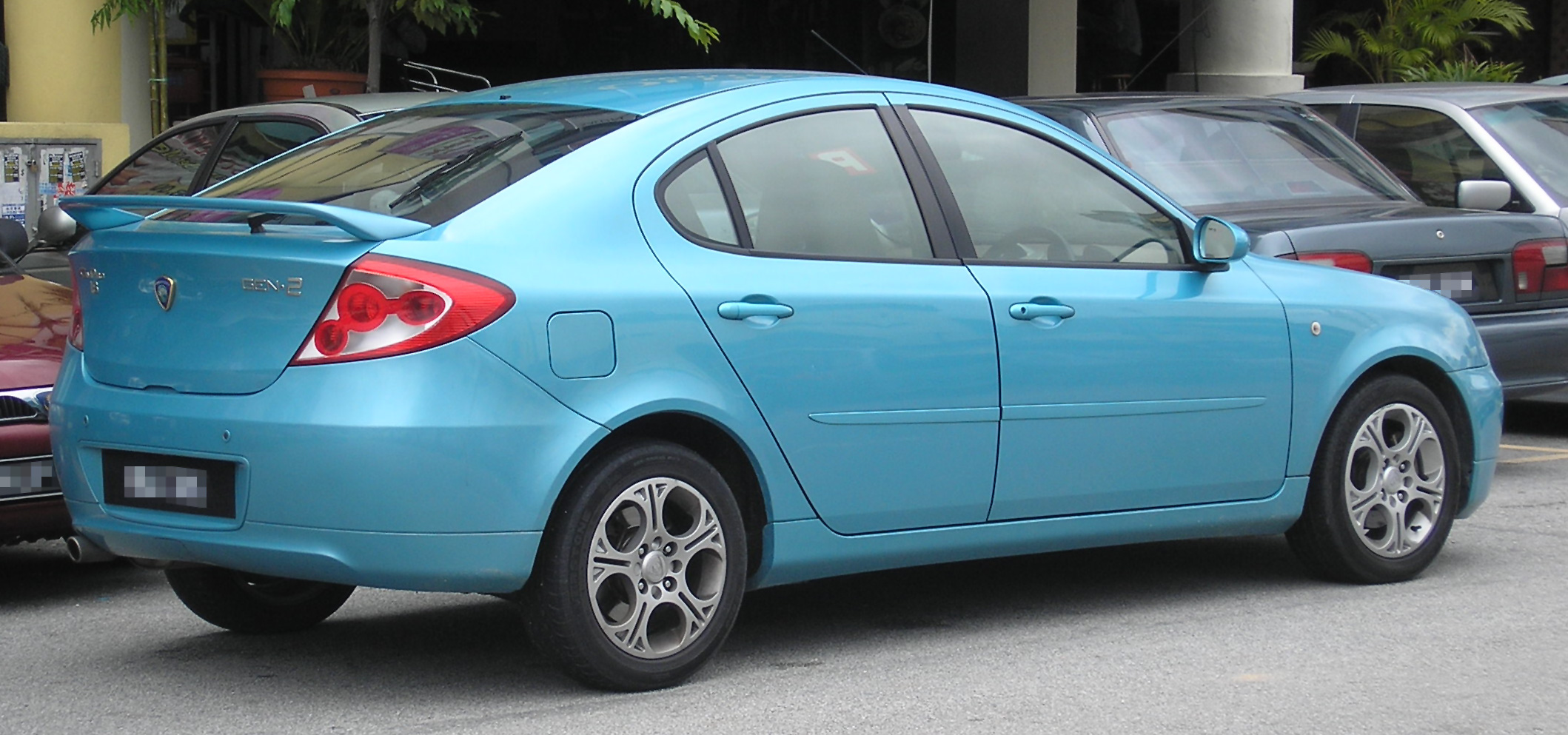
Proton Gen•2 первого поколения

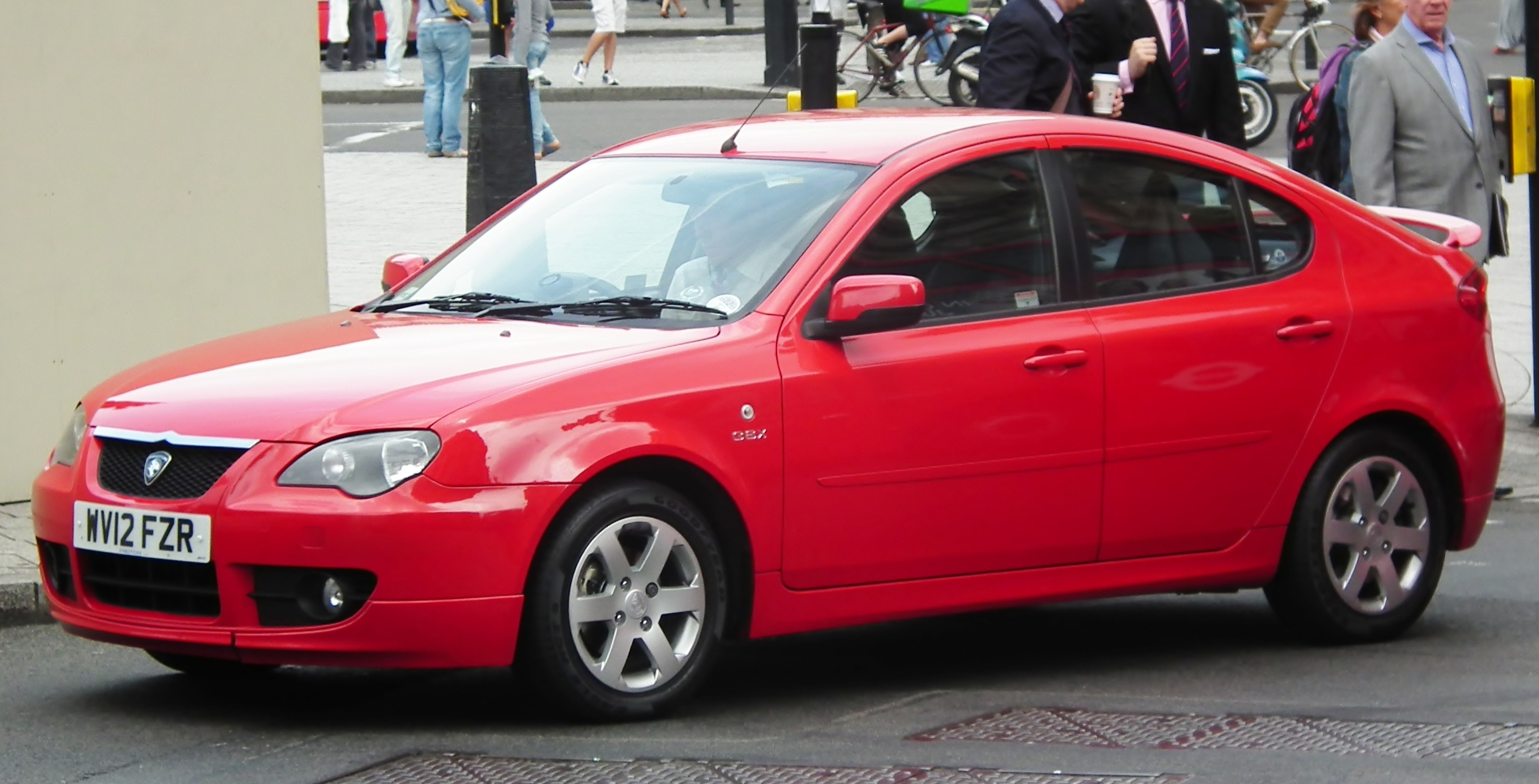
Proton Gen•2 Ecologic в Лондоне, Трафальгарская площадь

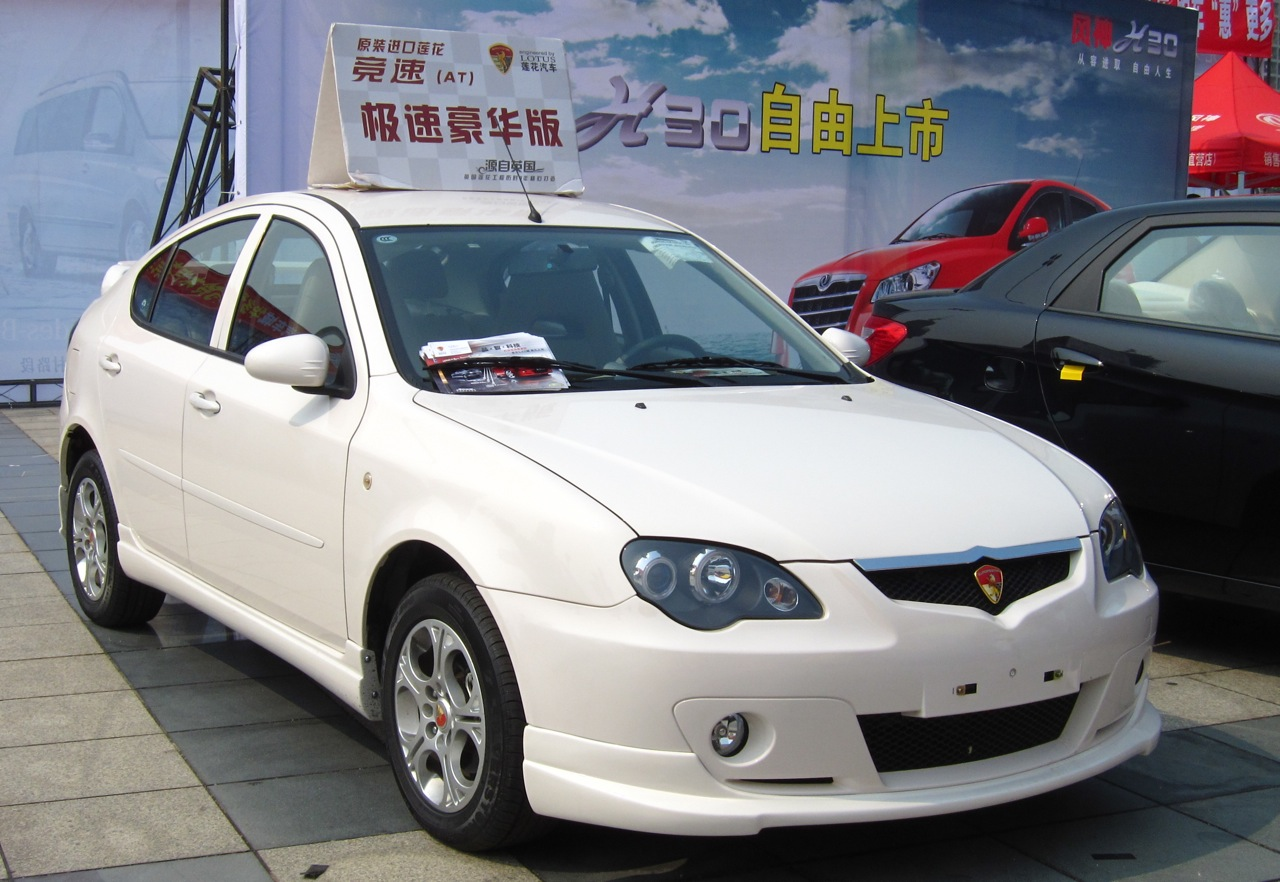
Youngman Europestar RCR

Первый прототип автомобиля Proton GEN•2 появился в феврале 2004 года, серийный выпуск был налажен в третьем квартале того же года. В разработке двигателя и платформы принимали участие Proton Edar Sdr Holding и Lotus Cars. В июле 2005 года был произведён концепт-кар GEN•2 R3. В августе 2006 года было налажено мелкосерийное производство GEN•2 Merdeka Millennium Edition (MME).
С 2007 по 2012 год было налажено серийное производство автомобилей Proton GEN•2 второго поколения. На Женевском автосалоне был представлен гибридный автомобиль Proton GEN•2 EVE. В Китае автомобиль получил название Youngman Europestar RCR. 1 декабря 2007 года автомобили Proton GEN•2 прошли фейслифтинг в Китае, а в марте 2008 года — в Малайзии. Модификации — High Line и Medium Line. В августе 2008 года выпуск автомобилей Proton GEN•2 был налажен в Великобритании под индексом Proton GEN•2 1.6 GSX Ecologic.
Последние модели Proton GEN•2 были представлены 20 мая 2010 года. Автомобиль под индексом Medium-Line оснащался 4-ступенчатой автоматической трансмиссией, тогда как High-Line оснащался даже 5-ступенчатой механической трансмиссией.